# Königsalm
Die Königsalm ist eine Alm in den Bayerischen Voralpen. Sie liegt im Gemeindegebiet von Kreuth.
Das weitläufige Almgebiet befindet sich nordwestlich des Blaubergkamms an der Grenze zu Tirol. Auf dem Almgebiet befinden sich denkmalgeschützte Gebäude.
Die geschichtsträchtige Alm wurde von mehreren prominenten Gästen besucht, darunter 1838 auch von der russischen Zarin Alexandra Fjodorowna.
Die Alm wird am einfachsten über einen Fahrweg aus erreicht, der im unteren Bereich auch als Rodelstrecke genutzt wird.

## Galerie

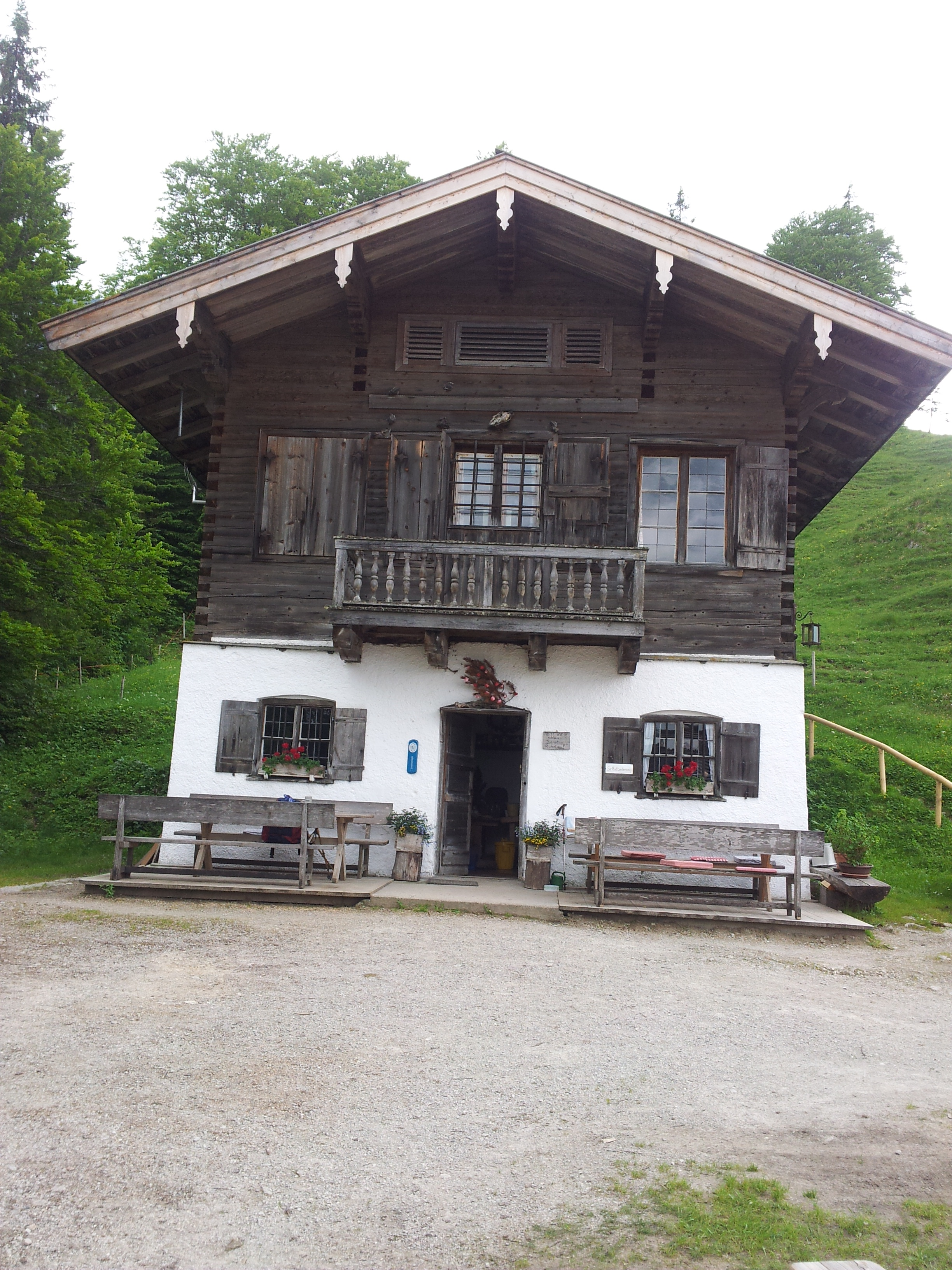
Kaser
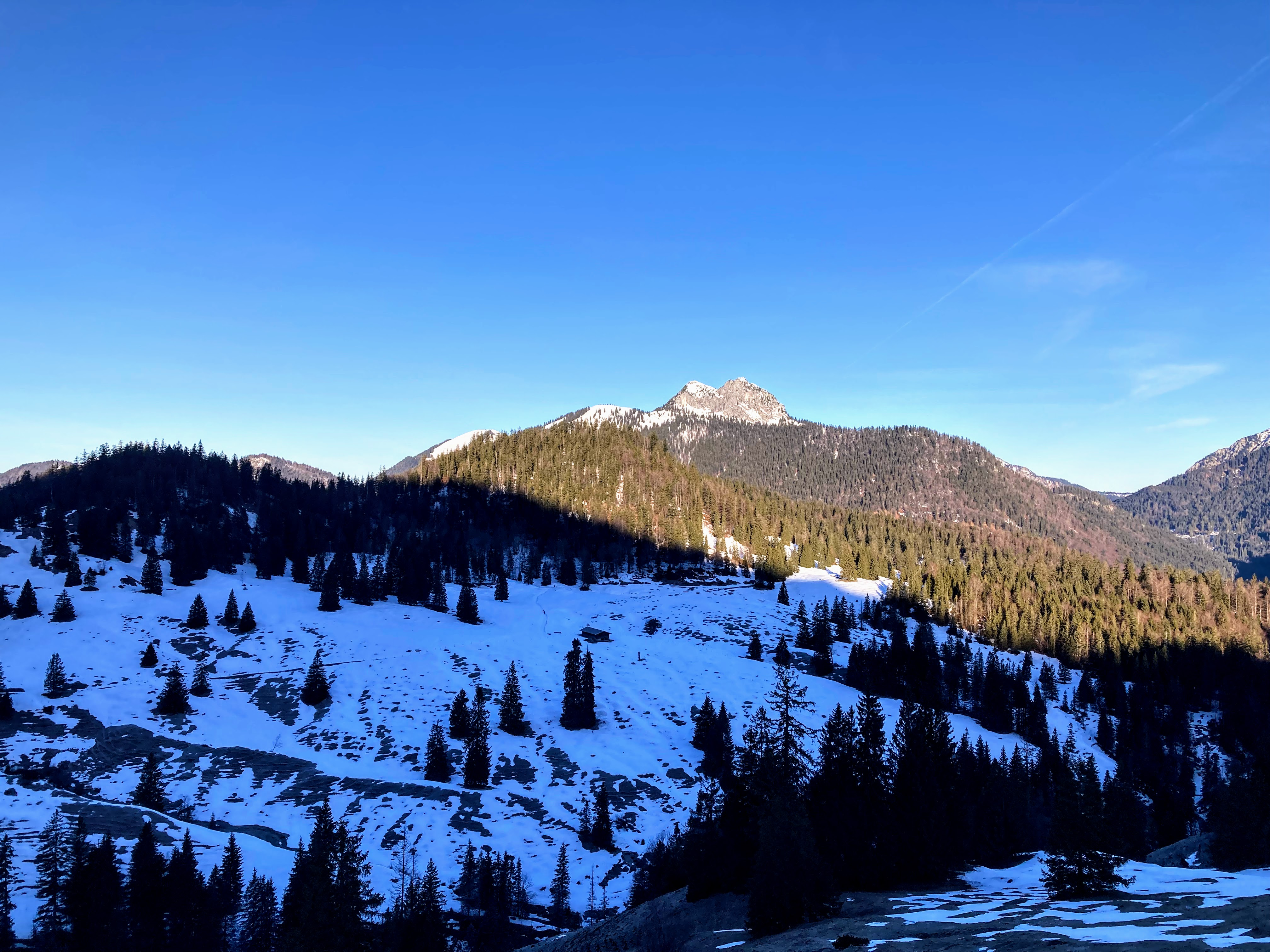
Unteres Almgelände
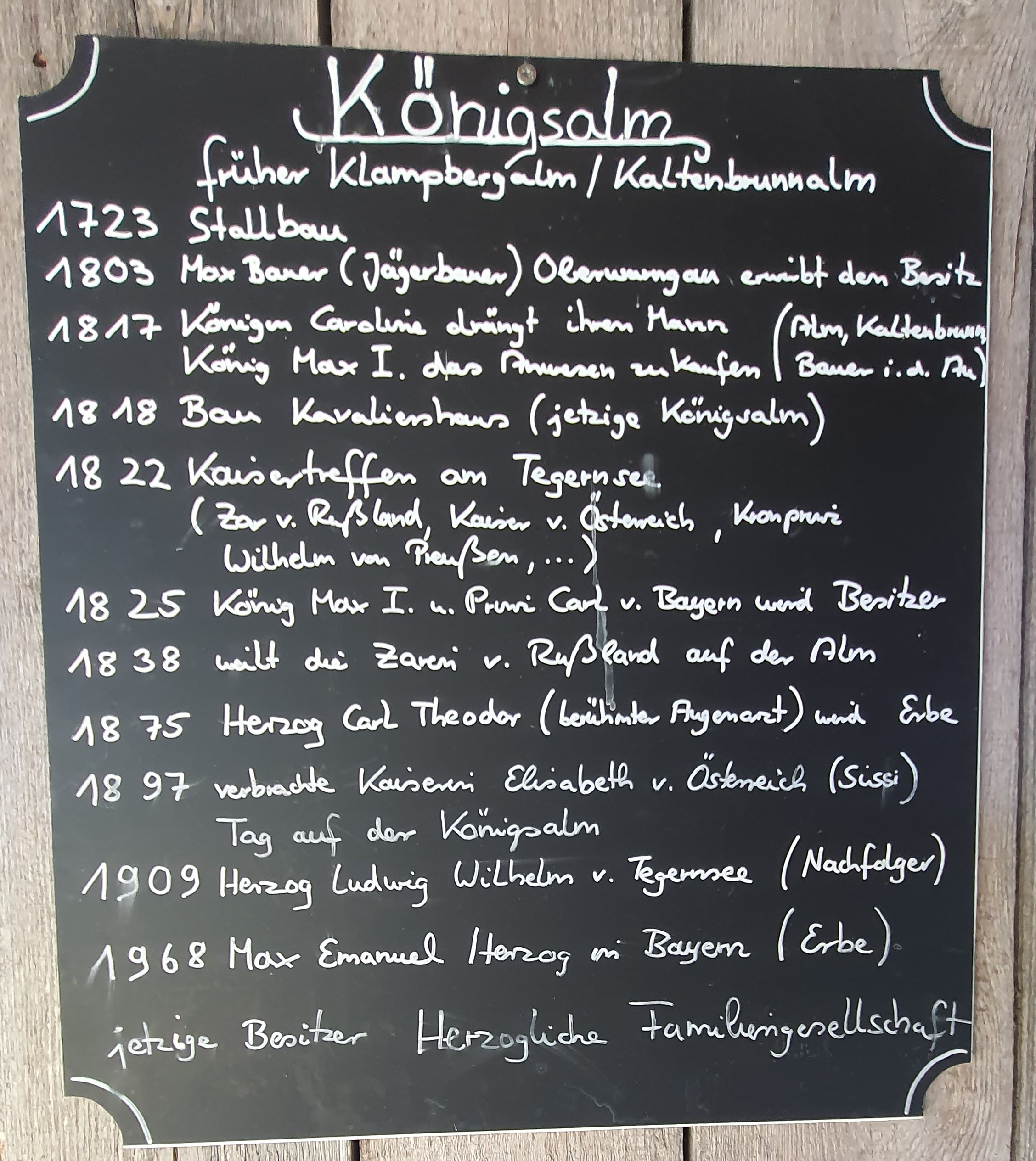
Geschichtstafel an der Alm